# بيتر بوكانان (لاعب كرة قدم)
بيتر بوكانان (بالإنجليزية: Peter Buchanan)‏ هو لاعب كرة قدم بريطاني في مركز الهجوم، ولد في 14 ديسمبر 1938 في اسكتلندا في المملكة المتحدة. لعب مع نادي كوينز بارك.